# Barań (sielsowiet Wuscie)
Barań (biał. Барань; ros. Барань) – wieś na Białorusi, w obwodzie witebskim, w rejonie orszańskim, w sielsowiecie Wuscie.
Wieś położona jest u ujścia Chałastouki do Adroua, na którego przeciwległym brzegu leży miasto Barań.